# Peter Lindgren
Peter Lindgren (nascut el 6 de març de 1973) és un guitarrista i compositor suec. És més conegut per ser l'exguitarrista de la banda de death metal progressiu sueca Opeth. El 1991 es va unir a Opeth per tocar el baix en un concert, però va acabar quedant-se al grup i va canviar el baix per la guitarra.
Alguns dels solos de Lindgren en Opeth són els de les cançons When del disc My Arms, Your Hearse, el de la primera cançó del disc Deliverance, Wreath, o la cançó del disc Ghost Reveries Beneath the Mire. Com s'explica en el documental The Making of Deliverance and Damnation al DVD en directe d'Opeth Lamentations, la decisió de qui tocava la part de la guitarra solista es prenia basant-se en l'exigència vocal de la part que estiguera cantant Åkerfeldt en eixe moment, i també basant-se en qui desitjara majorment fer un solo en particular. Si Åkerfeldt tenia problemes tocant un solo, se'l passava a Lindgren, i viceversa.
En març de 2004, ell i Mikael Åkerfeldt van ser classificats en la posició 42 del rànquing dels 100 millors guitarristes de heavy metal de tota la història de la revista Guitar World.
En maig de 2007, Peter Lindgren va anunciar que abandonava Opeth perquè no podia aguantar la vida que havia de dur a les gires com a músic. Åkerfeldt va dir que l'eixida de Lindgren d'Opeth va ser amistosa. A partir d'aquest moment Peter començà a treballar com a consultor a Estocolm. A més a més, Lindgren té masters en física i filosofia.

## Equipament
Peter Lindgren usava una PRS Custom 24, una Gibson Les Paul Custom 1974 i una Gibson SG 1991. També utilitzava un amplificador Laney VH100R i un processador d'efectes BOSS GT-5. La configuració dels seus amplificadors en els directes era exactament igual que la d'Åkerfeldt.